# Emmanuelle Seigner

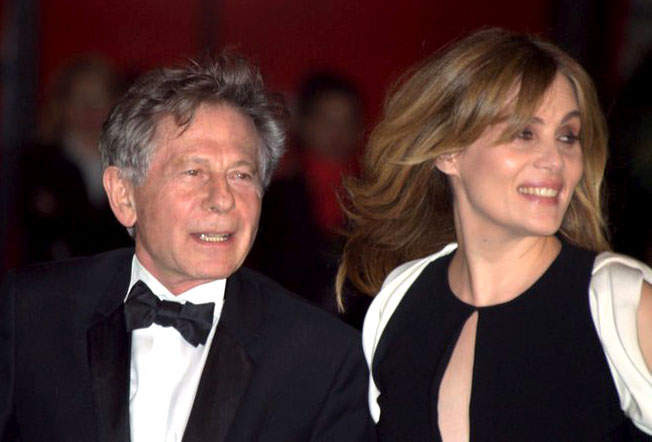
Roman Polanski și Emmanuelle Seigner la César 2011

Emmanuelle Seigner (n. 22 iunie 1966, Paris, Franța) este o actriță de teatru, de film și cântăreață franceză. 

## Biografie
Seigner provine dintr-o dinastie de actori. Bunicul ei a fost Louis Seigner (1903–1991), decan al Comediei-Franceze, care era foarte respectat în Franța. Tatăl ei era fotograf, iar mama ei era jurnalistă. Surorile ei sunt actrița Mathilde Seigner și cântăreața Marie-Amélie Seigner.
La vârsta de paisprezece ani a început să lucreze ca model până când și-a făcut o debutul ca actriță în filmul Căutare disperată. Un alt succes a fost Luna amară din 1992, în care a apărut alături de Peter Coyote și Kristin Scott Thomas. Ea a jucat alături de Johnny Depp în filmul A noua poartă din 1999. În același an și-a sărbătorit debutul pe scenă alături de Niels Arestrup la Théâtre Montparnasse din Paris în piesa de teatru Fernando Krapp mi-a scris această scrisoare, în regia lui Bernard Murat.
În 2005, a interpretat o cântăreață în Backstage, cântând ea însăși toate piesele. În 2007, Seigner a lansat un LP cu proiectul trupei Ultra Orange & Emmanuelle. În 2008, a fost invitată cântăreață pntru cel de-al doilea album solo al lui Brett Anderson, Wilderness, pentru piesa Back To You, care a fost lansată și ca single în Anglia.
În 2018, a fost invitată la Academia Americană a Artelor și Științelor Filmului, care acordă anual premiile Oscar, de a se alătura organizației de 928 de actori și regizori care s-au remarcat prin contribuțiile lor la filmele artistice.
Emmanuelle Seigner este căsătorit din anul 1989 cu Roman Polański, care este cu 33 de ani mai în vârstă. Cuplul are doi copii: Morgane (n. 1993) și Elvis (n. 1998), ambii fiind actori.

## Filmografie selectivă
- 1984 Anul meduzelor (L'Année des méduses), regia Christopher Frank
- 1985 Detectiv (Détective), regia Jean-Luc Godard
- 1988 Căutare disperată (Frantic), regia Roman Polanski
- 1990 Un rău nelămurit (Il male oscuro), regia Mario Monicelli
- 1992 Luna amară (Bitter Moon), regia Roman Polanski
- 1994 Zâmbetul (Le Sourire), regia Claude Miller
- 1998 Place Vendôme, regia Nicole Garcia
- 1999 A noua poartă (La Neuvième Porte), regia Roman Polanski
- 2001 Laguna, regia Dennis Berry
- 2001 Streghe verso nord, regia Giovanni Veronesi
- 2003 Corps à corps, regia François Hanss
- 2004 Ils se marièrent et eurent beaucoup d'enfants, regia Yvan Attal
- 2006 Scafandrul și fluturele (Le Scaphandre et le Papillon), regia Julian Schnabel
- 2007 La vie en rose (La Môme), regia Olivier Dahan
- 2009 Giallo, regia Dario Argento
- 2012 Dans la maison, regia François Ozon
- 2012 L'Homme qui rit, regia Jean-Pierre Améris
- 2013 Venus în blănuri (La Vénus à la fourrure), regia Roman Polanski
- 2017 D'après une histoire vraie, regia Roman Polanski : Delphine Dayrieux
- 2018 La poarta eternității (At Eternity's Gate), regia Julian Schnabel
- 2019 J'accuse, regia Roman Polanski
- 2023 Pet Shop Days, regia Olmo Schnabel

## Discografie

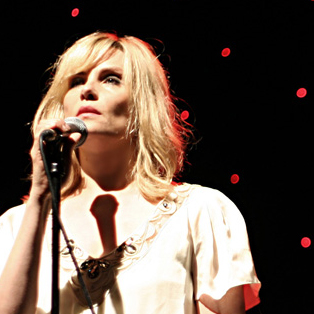
Emmanuelle Seigner în concert la Londra în 2010

### Albume solo
- 2005 Backstage (coloana sonoră a filmului omonim. Emmanuelle Seigner, alias Lauren Waks, interpretează 9 cântece din album.)
- 2010 Dingue[8]
- 2014 Distant Lover[9]

### Alte înregistrări
- 2006 în duo cu Bryan Adams – Ce n'était qu'un rêve (single).[10]
- 2007 documentar muzical, Berlin: Live at St. Ann's Warehouse, de Julian Schnabel : Caroline;
- 2007 Albumul Ultra Orange & Emmanuelle cu formația Ultra Orange (Gil Lesage și Pierre Émery) Un cântec este folosit în coloana sonoră a filmului Scafandrul și fluturele.
- 2008 Single Les mots simples în duet cu Brett Anderson din Suedia și The Tears.